# Fabio Maria Asquini
Fabio Maria Asquini (ur. 14 sierpnia 1802 w Fagagna, zm. 23 grudnia 1878 w Rzymie) – włoski kardynał.
Kształcił się w Collegio Ghislieri i Collegio Romano w Rzymie, gdzie uzyskał doktorat z teologii. Studiował też na uniwersytecie La Sapienza (prawo). 26 lutego 1825 otrzymał święcenia kapłańskie. W latach kolejnych dostąpił takich tytułów jak prałat i pronotariusz apostolski.
2 października 1837 mianowany tytularnym arcybiskupem Tarsu. Sakrę otrzymał z rąk kardynała Carlo Odescalchi. W tym samym roku został nuncjuszem na Sycylii i jednocześnie Asystentem Tronu Papieskiego. Dwa lata później przeniesiony na urząd sekretarza Świętej Kongregacji ds. Biskupów i Zakonów. 22 stycznia 1844 został tytularnym patriarchą łacińskim Konstantynopola. W tym samym dniu mianowany kardynałem in pectore. Nominacja ogłoszona została rok później. Brał udział w konklawe 1846 i konklawe 1878. W roku 1847 objął urząd prefekta Świętej Kongregacji Odpustów i Świętych Relikwii, a w 1863 prefekta Świętej Kongregacji ds. Kościelnych Immunitetów. Od 1872 do śmierci sprawował funkcję Sekretarza Listów Apostolskich. Pochowany został w rodzinnym miasteczku.